# مانويل نورييغا
مانويل أنطونيو نورييغا مورينو (بالإسبانية: Manuel Antonio Noriega)‏ (11 فبراير 1934 - 29 مايو 2017)، كان سياسيًا بنميًا وضابطًا عسكريًا وكان الحاكم الفعلي لبنما من 1983 إلى 1989. وكان له علاقة طويلة مع وكالة المخابرات الأمريكية. ومع ذلك، تم خلعه من السلطة نتيجة الغزو الأمريكي لبنما.
ولد نورييغا في بنما سيتي لأسرة فقيرة، ودرس في مدرسة شوريلوس العسكرية في ليما وفي مدرسة الأمريكتين. أصبح ضابطًا في الجيش البنمي، تدرج في الرتب العسكرية بسرعة لتحالفه مع عمر توريخوس. في عام 1968، أطاح توريخوس بالرئيس أرنولفو آرياس في انقلاب، وأثبت نفسه كزعيم؛ تحت حكم توريخوس، أصبح نورييغا رئيس المخابرات العسكرية. بعد وفاة توريخوس في عام 1981، عزز نورييغا سلطته ليصبح الحاكم الفعلي لبنما في عام 1983. منذ الخمسينيات حتى قبل الغزو الأمريكي بوقت قصير، عمل نورييغا مع وكالات المخابرات الأمريكية. كان نورييغا واحدًا من أهم المصادر الاستخباراتية لوكالة المخابرات المركزية الأمريكية، وكذلك كان أحد القنوات الرئيسية للأسلحة غير المشروعة والمعدات العسكرية والأموال المخصصة للقوات المتمردة المدعومة من الولايات المتحدة في جميع أنحاء أمريكا اللاتينية. اعتبرت الولايات المتحدة أيضًا نورييغا كحليف في حربها على المخدرات، على الرغم من أن نورييغا نفسه جمع ثروة شخصية من خلال عمليات تهريب المخدرات. على الرغم من أن المخابرات الأمريكية كانت على علم بذلك، تم غض الطرف عنه بسبب فائدته للولايات المتحدة.
اعتمد نورييغا على القومية العسكرية للحفاظ على دعمه، ولم يتبنى أيديولوجية اجتماعية أو اقتصادية محددة. في عام 1988، تم اتهام نورييغا من قبل هيئات المحلفين الفدرالية الكبرى في ميامي وتامبا بتهم الابتزاز وتهريب المخدرات وغسيل الأموال. بعد غزو الولايات المتحدة لبنما عام 1989، تم القبض عليه ونقله جوا إلى الولايات المتحدة، حيث حوكم على لائحة الاتهام في ميامي. المحاكمة، التي استمرت من سبتمبر 1991 إلى أبريل 1992، انتهت بإدانة نورييغا في معظم التهم. وقد حُكم عليه بالسجن لمدة 40 سنة، وقضى في نهاية المطاف 17 سنة بعد تخفيض عقوبته بسبب حسن السلوك.
انتهى حكم نورييغا في الولايات المتحدة في سبتمبر 2007. في عام 2010، تم تسليم نورييغا إلى فرنسا، حيث حُكم عليه بالسجن سبع سنوات بتهمة غسل الأموال. في عام 2011، قامت فرنسا بتسليمه إلى بنما، حيث تم سجنه بسبب الجرائم التي ارتكبت خلال فترة حكمه. تم تشخيصه بإصابته بورم في الدماغ في مارس 2017، عانى نورييغا من مضاعفات أثناء العمليات الجراحية، وتوفي بعد شهرين.
يوصف عمومًا بأنه ديكتاتور عسكري، تميز حكم نورييغا في بنما بالقمع لوسائل الإعلام، واستيلاء الجيش على مفاصل الدولة، واضطهاد المعارضين السياسيين، والسيطرة بشكل فعال على نتائج أي انتخابات. كان معروفًا بعلاقته المعقدة مع الولايات المتحدة، حيث تم وصفه بأنه حليفها وخصمها في نفس الوقت. وقد أطلق عليه أحد أشهر الديكتاتوريين في عصره، ومقارنته بالحكام الاستبداديين مثل الليبي معمر القذافي والتشيلي أوغوستو بينوشيه.

## النشأة والعائلة
ولد نورييغا في مدينة بنما، في عائلة فقيرة نسبيًا، أو عائلة مختلطة، ذات أصول أمريكية أصلية وإفريقية وإسبانية. كانت والدته طاهية ومغسلة، بينما كان والده محاسبًا. لم يكن لوالده حضور طويل في حياته. توفيت والدته بالسل عندما كان طفلاً. وقامت جدته بتربيته في شقة من غرفة واحدة في منطقة تيرابلن الفقيرة. ذكر المؤلفون والصحفيون أن نورييغا كان في الواقع الابن غير الشرعي لوالده ولخادمتهم المنزلية، التي كان اسم عائلتها مورينو.
تلقى نورييغا تعليمه أولاً في مدرسة الجمهورية المكسيكية في بنما، ولاحقًا في المعهد الوطني، وهي مدرسة ثانوية مشهورة في مدينة بنما، والتي أنتجت عددًا من القادة السياسيين الوطنيين. وقد وُصِف بأنه «طفل خطير بشكل غريب»، وكان طالب محب للاطلاع. خلال الفترة التي قضاها في المعهد الوطني التقى بأخيه الأكبر لويس، وهو ناشط اشتراكي وطالب في المدرسة: لم يلتق نورييغا في السابق بأشقائه. بدأ نورييغا في العيش مع لويس، الذي ساهم في ضمه إلى السياسة، بما في ذلك تجنيده في جناح الشباب في الحزب الاشتراكي. خلال فترة وجوده في الحزب الاشتراكي، شارك نورييغا في الاحتجاجات وكتب مقالات شديدة اللهجة تنتقد الوجود الأمريكي في بنما. وبحسب ما ورد، بدأ اتصالاته مع أجهزة المخابرات الأمريكية في هذا الوقت، حيث قدم معلومات حول أنشطة رفاقه. واصل العمل مع أجهزة المخابرات الأمريكية في نقاط مختلفة حتى الثمانينيات: تلقى 10.70 دولارًا في عام 1955 في أول دفعة من بين العديد من المبالغ التي سيتلقاها من الولايات المتحدة لأنشطته.
كان نورييغا ينوي بأن يصبح طبيبًا، لكنه لم يكن قادرًا على تأمين الرسوم الدراسية لكلية الطب بجامعة بنما. بعد تخرجه من المعهد الوطني، حصل نورييغا على منحة دراسية إلى مدرسة تشوريوس العسكرية في العاصمة البيروفية ليما، بمساعدة أخيه لويس، الذي كان قد حصل بعد ذلك على منصب في السفارة البنمية في البيرو. أثناء وجوده في البيرو، تعرّف على روبرتو دياز هيريرا، الذي أصبح فيما بعد حليفًا مقربًا.
تزوج نورييغا من فيليشيد سييرو دي نورييغا، الذي التقى بها في الستينيات، وكان للزوجين ثلاث بنات: لورينا. ساندرا. وثاليس. كان زوجته مدرسة في مدرسة، وكان هو عضوًا في الحرس الوطني. وبحسب ما ورد كانت عائلتها ذات الأصول الباسكية غير راضية عن الزواج. كان لنورييغا عدة علاقات بنساء أخريات والتي اكتشفتها زوجته، التي عبرت في وقت ما عن رغبتها في الطلاق، على الرغم من أنها غيرت رأيها في وقت لاحق. 

## مسيرته في قوات الحرس الوطني
تخرج نورييغا من مدرسة تشوريوس العسكرية في عام 1962 بتخصص الهندسة. عاد إلى بنما وانضم إلى الحرس الوطني. وتم تعيينه في كولون، مُنح رتبة ملازم ثانٍ في سبتمبر 1962. كان الضابط المشرف عليه في كولون هو عمر توريخوس. أصبح توريخوس راعيًا ومرشدًا لنورييغا، وكان يحميه عندما يواجه أي مشكلة. في حادثة عام 1962، وفقا للصحفي جون دينجز، ساعد توريخوس نورييغا بتجنب العقوبة القانونية بعد أن اتهمت عاهرة نورييغا بضربها واغتصابها. بعد فترة وجيزة، أجبر إدمان نورييغا على الكحول وتصرفاته العنيفة توريخوس على حبسه في مقر سكنه لمدة شهر.
على الرغم من مشاكل نورييغا، حافظ توريخوس على علاقتهما، لضمان أنهم كانوا على نفس المبادئ؛ كما أحضر دياز هيريرا إلى نفس الوحدة. أصبح دياز هيريرا ونورييغا صديقين ومتنافسين على رضا توريخوس. في عام 1966، تورط نورييغا مرة أخرى في حادث عنيف، زُعم أنه اغتصب فتاة تبلغ من العمر 13 عامًا وقام بضرب شقيقها. بعد هذا نقل توريخوس نورييغا تأديبيًا إلى مكان بعيد. بعد عدة أشهر، تم نقل نورييغا إلى مقاطعة شيريكي، حيث تم نقل توريخوس ودياز هيريرا. وقد اعترض أرنولفو أرياس، وهو مواطن من تلك المقاطعة، على الانتخابات الرئاسية في ذلك العام. أمر الرئيس آنذاك، رودولفو شياري، توريخوس بمضايقة أعضاء حزب أرياس، لإضعاف محاولات انتخابه. نقل توريخوس هذا التكليف إلى نورييغا، الذي اعتقل رجاله عددًا من الأشخاص. قال عدة سجناء إنهم تعرضوا للتعذيب. وذكر آخرون أنهم تعرضوا للاغتصاب في السجن. أدت وحشية أنشطة نورييغا إلى إيقافه عن العمل لمدة عشرة أيام، وهي معلومة التقطتها المخابرات الأمريكية.
كملازم ثان في عام 1966، أمضى نورييغا عدة أشهر في تلقي دورات في مدرسة الأمريكتين. كانت المدرسة تقع في حصن جيش الولايات المتحدة في منطقة قناة بنما. توقع الصحفي جون دينجز أن توريخوس قام بأرسال نورييغا إلى المدرسة لمساعدته على «إعادة بناء نفسه» والوفاء بتوقعات توريخوس. على الرغم من نتائجه المتواضعة في المدرسة، حصل على ترقية في عام 1966، كضابط استخبارات في «المنطقة الشمالية» بالحرس الوطني. بعد ذلك بوقت قصير عاد إلى مدرسة الأمريكتين لمزيد من التدريب.
خلال الأوقات المختلفة التي قضاها هناك، شارك نورييغا في دورات حول عمليات المشاة، والاستخبارات المضادة، والاستخبارات، وحروب الغابات. كما تلقى دورة في العمليات النفسية في فورت براج في كارولينا الشمالية. تطلبت وظيفة نورييغا منه اختراق وتعطيل النقابات التي شكلت في القوى العاملة في شركة الفواكه المتحدة، وأثبت أنه ماهر في هذا العمل. كان الضابط الجديد المشرف عليه بوريس مارتينيز من المتحمسين المناهضين للشيوعية، وكان صارمًا في تعامله مع نورييغا. أشارت التقارير إلى أنه كان مستمرًا في تمرير المعلومات الاستخباراتية إلى الولايات المتحدة خلال هذه الفترة، حول أنشطة عمال المزارع. في عام 1967، خُلصت إدارة الرئيس الأمريكي ليندون جونسون إلى أن نورييغا سيكون شخصًا قيمًا ومهمًا، حيث كان «نجمه يتصاعده» في الجيش البنمي.
حافظ نورييغا على علاقة وثيقة مع إدارة مدرسة الأمريكتين خلال فترة رئاسته، ويرجع ذلك جزئياً إلى البؤرة الاستيطانية البنمية. وكثيراً ما كان المسؤولون من الجيش البنمي يتلقون دورات في المدرسة مجانًا. كان نورييغا فخورًا بعلاقته بالمدرسة، وارتدى شعارها على زيه العسكري لبقية حياته المهنية.

## الصعود إلى السلطة

### انقلاب عام 1968
تم انتخاب أرنولفو أرياس رئيسًا في عام 1968 بعد حملات شعبية. بعد فترة وجيزة من توليه منصبه، أطلق حملة تطهير في الحرس الوطني، وأرسل الكثير من موظفيه إلى «المنفى الدبلوماسي» أو التقاعد. رداً على ذلك، قاد توريخوس وعدد من الضباط الآخرين انقلابًا ضده، وأطاح به بعد رئاسة استمرت لمدة 11 يومًا فقط. تبع ذلك صراع على السلطة بين القوى المختلفة المشاركة في الانقلاب، وبشكل رئيسي بين توريخوس ومارتينيز. كان نورييغا داعمًا مهمًا لتوريخوس خلال هذا الصراع. عندما بدأ أنصار أرياس بحرب العصابات في مسقط رأس أرياس، لعب نورييغا كرئيس للاستخبارات دورًا مهمًا في إخمادها في غضون عام.
في نهاية عام 1969، ذهب توريخوس إلى المكسيك في عطلة. قام بعض الضباط بمحاولة انقلاب ضده، حيث سمح ولاء نورييغا لتوريخوس بالتمسك بالسلطة، مما عزز صورة توريخوس بشكل كبير. قام توريخوس بترقية نورييغا إلى رتبة مقدم وعينه رئيسًا للمخابرات العسكرية في أغسطس 1970: نورييغا انتقل من كونه نقيبًا إلى عقيد في عام ونصف فقط، ووفقًا للصحفي جون دينجز، ترك نورييغا ماضيه غير المنضبط خلفه.
احتفظ توريخوس بالسلطة كحاكم عسكري حتى عام 1981: خلال هذا الوقت عقد توريخوس بما يعرف إعلاميًا (معاهدات توريخوس-كارتر) مع الرئيس الأمريكي جيمي كارتر، والتي تضمنت أن إدارة قناة بنما ستنتقل إلى بنما في عام 1999. جعلت هذه المعاهدات، بالإضافة إلى قانون العمل الجديد الذي تضمن إجازة الأمومة، وحقوق المساومة الجماعية، ودفع المكافآت، شعبية توريخوس تزداد في بنما على الرغم من عدم وجود انتخابات ديمقراطية. ذكر الصحفيين بأن علاقة توريخوس مع نورييغا كانت تكافلية. قدم توريخوس الفطنة السياسية، بينما فرض نورييغا قراراته التي لا تحظى بشعبية بالقوة، عند الضرورة. سيقدم نورييغا معلومات استخبارية، وينفذ عمليات سرية، كانت حاسمة بالنسبة لتوريخوس في التفاوض بنجاح على إنهاء سيطرة الولايات المتحدة على قناة بنما.

### نورييغا رئيسًا للاستخبارات
أثبت نورييغا أنه ضابط استخبارات ذو كفاءة عالية. في هذا المنصب، كان قد قام بنفي 1300 بنمي من الذين اعتبرهم تهديدًا للحكومة. كما احتفظ بملفات سرية للعديد من المسؤولين في الجيش والحكومة والقضاء، مما سمح له لاحقًا بابتزازهم. كما شغل منصب رئيس الشرطة السياسية ورئيس لدائرة الهجرة. تميزت فترة ولايته بترهيب ومضايقة أحزاب المعارضة وقادتها. وقد وُصف بأنه هو من يقوم بـ «أعمال توريخوس القذرة».
ذكر الصحفي فريدريك كيمبي في عام 1990 أن نورييغا قد ارتبط بسلسلة من التفجيرات التي استهدفت الأراضي الأمريكية بعد أن صرحت إدارة الرئيس الأمريكي جيرالد فورد عن نيتها بالتراجع عن المفاوضات حول قناة بنما خلال الجولات التمهيدية للانتخابات الرئاسية الأمريكية في عام 1976. أبرزت التفجيرات للحكومة الأمريكية صعوبة التمسك بمنطقة قناة بنما في ظل هذا العداء داخل بنما. أضاف كيمبي بأن الولايات المتحدة كانت على علم بتورط نورييغا في التفجيرات لكنها قررت غض الطرف عنها. في اجتماع في ديسمبر 1976 مع جورج بوش الأب، مدير المخابرات المركزية آنذاك، نفى نورييغا تمامًا تورطه، والمح إلى أن وكالة المخابرات المركزية هي التي كانت المسؤولة عنها.
كما أمر نورييغا بقتل هيكتور جاليجوس، وهو قس كان ينظر إلى عمله في جمعية تعاونية زراعية على أنه تهديد للحكومة: حيث ورد أن جثة جاليجوس قد ألقيت من طائرة هليكوبتر في البحر.
كانت العلاقة بين نورييغا وأجهزة المخابرات الأمريكية خلال السبعينيات رسمية، عندما كان على قائمة رواتب وكالة المخابرات المركزية. دفعت وكالة المخابرات المركزية أول دفعة له في عام 1971. في السابق كان يتلقى أجرًا على كل معلومة يزودهم بها على حدة.
كان نورييغا داخل أروقة وكالة المخابرات المركزية شخصًا ذا أهمية وقيمة عالية منذ السبعينيات لأنه كان على استعداد لتقديم معلومات حول الحكومة الكوبية، وفيما بعد عن حكومة الساندينيستا في نيكاراغوا. في بعض المناسبات، تم استخدام سفارة بنما في ماناغوا، عاصمة نيكاراغوا، من قبل عملاء المخابرات الأمريكية. تم منح نورييغا إمكانية الوصول إلى حساب أموال طوارئ وكالة المخابرات المركزية، والتي كان من المفترض أن يستخدمها لتحسين برامجه الاستخباراتية، ولكن كان يمكن أن ينفقها مع القليل من المساءلة. كانت المدفوعات تصل إلى 100 ألف دولار أمريكي في بعض السنوات.
ومع ذلك، كانت وكالة المخابرات المركزية تدرك أن نورييغا كان يبيع معلومات استخباراتية عن الولايات المتحدة إلى كوبا في نفس الوقت. خلال المفاوضات بشأن معاهدات قناة بنما، أمرت الحكومة الأمريكية وكالة المخابرات المركزية بالتنصت على المسؤولين البنميين. اكتشف نورييغا هذه العملية في أوائل عام 1976، وبدلاً من جعلها علنية، قام برشوة العملاء الأمريكيين واشترى الأشرطة بنفسه؛ أصبح الحادث يعرف باسم «قضية المغنين الرقباء». على الرغم من أن بعض مسؤولي المخابرات أرادوا من بوش أن يحاكم المتورطين، إلا أنه رفض القيام بذلك، لأن ذلك كان سيكشف عن دور نورييغا في القضية. لم تبلغ وكالة المخابرات المركزية عن هذا الحادث إلى وكالة الأمن القومي أو وزارة العدل الأمريكية. استخدم نورييغا وتوريخوس فيما بعد معرفتهم بعمليات التنصت الأمريكية كعنصر ضغط في مفاوضات قناة بنما لصالحهم.
كتب دينجز أنه في أوائل السبعينيات كان لدى وزارة العدل الأمريكية أدلة كافية لاتهام نورييغا بتهم تتعلق بالمخدرات في محكمة أمريكية، لكنها اختارت عدم القيام بذلك بسبب العواقب الدبلوماسية التي ستترتب على ذلك. وشملت هذه الأدلة على شهادة مهرب ومالك قارب معتقل، ومهرب مخدرات اعتقل في نيويورك. على الرغم من أن توريخوس وعد مرارًا بالتعاون مع الولايات المتحدة في التعامل مع مهربي المخدرات، إلا أن نورييغا كان سيرأس عمليات مكافحة تهريب المخدرات، وبدأت الولايات المتحدة في رؤيته على أنه المشكلة الحقيقية. ذكر دينجز أن حكومة الولايات المتحدة نظرت في عدة خيارات لإخراج نورييغا من تجارة المخدرات، بما في ذلك اغتياله وربطه بمؤامرة وهمية ضد توريخوس. على الرغم من عدم وجود محاولة اغتيال، إلا أن الحيل الأخرى قد تمت تجربتها في أوائل السبعينيات، وفقًا لدينجز. ابتداءً من عام 1972، ذكر دينجز أن الولايات المتحدة خففت جهودها في محاصرة الأفراد المتورطين في عمليات التهريب داخل حكومة بنما، ربما نتيجة لاتفاق بين توريخوس والرئيس الأمريكي ريتشارد نيكسون. علاوة على ذلك، خلال الفترة نفسها، أصبح نورييغا حليفًا موثوقًا لوكالة المخابرات المركزية، بما في ذلك العمل كمبعوث أمريكي لكوبا خلال المفاوضات التي أعقبت حادثة جوني إكسبريس. كما بذل نورييغا أيضًا جهدًا خلال هذه الفترة لتصوير بنما كقوة شديدة تكافح تهريب المخدرات، ربما نتيجة لضغوط من توريخوس. لفتت أنشطة نورييغا المتعلقة بالمخدرات انتباه الحكومة الأمريكية مرة أخرى أثناء عملية التصديق على معاهدات قناة بنما، ولكن تم غض الطرف عنها مرة أخرى من قبل المخابرات الأمريكية من أجل الحصول على المعاهدة المصدق عليها من قبل مجلس الشيوخ الأمريكي.

### وفاة توريخوس
بعد انطلاق ثورة نيكاراغوا ضد الحاكم الاستبدادي المدعوم من الولايات المتحدة أناستاسيو سوموزا ديبايل في أغسطس 1978، دعم توريخوس ونورييغا المتمردين في البداية، حيث زودوهم بمعدات الحرس الوطني الفائضة عن الحاجة وسمحوا باستخدام بنما كنقطة تهريب الأسلحة من كوبا إلى نيكاراغوا. سعى توريخوس بتكوين هالة «من الاحترام الديموقراطي» لدى المتمردين في نيكاراغوا، وهكذا تخلى عن لقب «القائد الأعلى» الذي حصل عليه في عام 1972، ووعد بإجراء انتخابات في عام 1984.
رتب نورييغا أيضًا لصفقات السلاح التي تم شراؤها من الولايات المتحدة، وهي صفقة حقق منها أرباحًا أيضًا. اكتشفت الولايات المتحدة دور نورييغا في تهريب الأسلحة للمتمردين، وعلى الرغم من أن هذه الحادثة تسببت في إحراج إدارة الرئيس الأمريكي جيمي كارتر، لم توجه أي اتهامات ضد نورييغا لأن الولايات المتحدة لم ترغب في إثارة غضب حكومة صديقة. بعد انتصار متمردي الساندينيستا عام 1979 وإسقاط سوموزا، واصل نورييغا تهريب الأسلحة وبيعها للمقاتلين اليساريين الذين يقاتلون الحكومة الاستبدادية المدعومة من الولايات المتحدة في السلفادور. بعد اكتشاف إحدى شحنات الأسلحة، قام توريخوس، الذي كان لديه أصدقاء في الحكومة العسكرية السلفادورية، بتوبيخ نورييغا، لكن لم تتوقف الشحنات تمامًا.
توفي توريخوس في حادث تحطم طائرة في 31 يوليو 1981. وذكر تحقيق لاحق من قبل الشركة المصنعة للطائرة أنه كان حادثًا عرضيًا. أدت سلطة نورييغا في التحقيق الحكومي إلى تكهنات حول تورطه في الحادث. ورث فلورنسو فلوريس أغيلار موقع توريخوس، لكن القوة الحقيقية تكمن في الثلاثي نورييغا، دياز هيريرا، وروبن داريو باريديس، الذين احتلوا مرتبة أقل منه. تمت إزالة فلوريس في انقلاب هادئ في 3 مارس 1982، وبعد ذلك أصبح باريديس زعيمًا حتى عام 1983 بموجب اتفاق عام، وبعد ذلك سيعمل هو الجيش معًا لضمان انتخابه رئيسًا في الانتخابات المقرر إجراؤها عام 1984.
خلال هذه الفترة، أصبح نورييغا عقيدًا ورئيسًا لأركان الحرس الوطني، وهي ثاني أعلى رتبة في البلاد. قام بإجراءات موسعة في الحرس الوطني لجعله قوات دفاع بنما، وبمساعدة مالية من الولايات المتحدة، قام بتوسيعها وتحديثها. كانت الترقيات السريعة للضباط سببًا في كسب ولائهم.
من بين الخطوات التي اتخذها لتعزيز سيطرته كان الجمع بين مختلف فصائل الجيش في قوات دفاع بنما. في 12 أغسطس 1983، تمشيا مع صفقة نورييغا السابقة مع باريديس، سلم باريديس منصبه إلى نورييغا، الذي تم ترقيته لجنرال حديثًا، على أساس أن نورييغا سيسمح له بالترشح للرئاسة. ومع ذلك، لم يتلقى باريديس أبدًا الدعم السياسي الذي توقعه، وبعد تولي منصبه الجديد، نكث نورييغا الصفقة، معللًا لباريديس بأنه يشك في إمكانية فوزه في الانتخابات. أصبح نورييغا، القائد العام لقوات الدفاع الشعبي، الحاكم الفعلي لبنما.

## حاكم بنما الواقعي

### انتخابات عام 1984
بدلاً من أن يصبح رئيسًا، فضل نورييغا البقاء خلف الكواليس، وتجنب التدقيق العام الذي جاء مع المنصب. لم يكن لديه إيديولوجية اجتماعية أو اقتصادية معينة، واستخدم القومية العسكرية لتوحيد أنصاره. تم استخدام الحزب الديموقراطي الثوري، الذي أنشأه الراحل توريخوس، من قبل نورييغا كجبهة سياسية للحرس الوطني. أجبر نورييغا الكونغرس البنمي على تمرير القانون رقم 20، الذي كان من المفترض أن يهدف إلى حماية قناة بنما من الشيوعيين، والسماح بتدفق شحنات ضخمة للأسلحة الأمريكية إلى الجيش البنمي. كما ضاعف القانون ثلاث مرات حجم القوات العسكرية، وأعطى الحرس الوطني السيطرة على دائرتي الهجرة والجمارك والنقل التجاري والسكك الحديدية والمطارات.
شهدت فترة نورييغا في السلطة هروبًا كبيرًا للمستثمرين من بنما. وفقًا لصحفيين، كان هذا جزئيًا على الأقل لأن الأفراد الأغنياء كانوا قلقين من أن إدارة نورييغا ستسيطر على ثرواتهم. سيطر نورييغا على معظم الصحف الرئيسية إما عن طريق شراء حصص كبيرة من أسهمها، أو عن طريق إجبارها على الإغلاق. كما قامت الحكومة بمضايقة الصحفيين والمحررين الأفراد أو ترهيبهم أو نفيهم. صحيفة لا برينسا، التي ظلت مستقلة وكانت تنتقد نورييغا في كثير من الأحيان، تعرض موظفيها للترهيب وتضررت مكاتبها؛ في النهاية، أُجبرت أيضًا على الإغلاق. في مايو 1984، سمح نورييغا بأول انتخابات رئاسية منذ 16 عامًا. اختار نورييغا ودياز هيريرا نيكولاس أرديتو بارليتا فالارينو ليكون مرشح الحزب الثوري الديموقراطي، بقصد إبقائه تحت السيطرة الوثيقة.
عندما أظهرت النتائج الأولية أن أرياس، الذي حصل على دعم الكثير من المعارضة، في طريقه إلى فوز ساحق، سارع نورييغا القلق بالتدخل. بعد التلاعب بالنتائج بوقاحة، أعلنت الحكومة أن بارليتا فاز بهامش ضئيل يبلغ 1713 صوتًا. تشير التقديرات المستقلة إلى أن أرياس كان سيفوز بفارق يصل إلى 50 ألف صوت لو أجريت الانتخابات بنزاهة.
تم استبعاد أكثر من 60 ألف صوت في الجولة النهائية. كانت الحكومة الأمريكية على علم بهذا التلاعب، لكنها كعادتها، غضت الطرف عن هذا. أصبح حكم نورييغا قمعيًا بشكل متزايد، حتى عندما بدأت حكومة رونالد ريغان الأمريكية بالاعتماد عليه في جهودها السرية لإضعاف حكومة ثوار الساندينيستا في نيكاراغوا. قبلت الولايات المتحدة انتخاب بارليتا، وأبدت استعدادًا للتعاون معه، على الرغم من معرفتها بالتلاعب في العملية الانتخابية.

### عمليات المخدرات والأسلحة
بحلول أوائل السبعينيات، كان لدى المسؤولين الأمريكيين تقارير عن تورط نورييغا المحتمل في عمليات تهريب المخدرات. ومع ذلك، لم تبدأ أي تحقيقات جنائية رسمية، مع تقارير توصي بعدم اتخاذ أي إجراء لعدة عوامل بما في ذلك اهتمام الولايات المتحدة بإبرام معاهدة قناة بنما، وقيمة المعلومات الاستخبارية من بنما، ودعم بنما المطلق للسياسة الخارجية الأمريكية.
خلال أوائل الثمانينيات، اندلعت الحروب الأهلية في كولومبيا والسلفادور وغواتيمالا ونيكاراغوا. ونتيجة لذلك، زادت شحنات الأسلحة الأمريكية إلى المنطقة بشكل كبير نتيجة لذلك، وكذلك ازداد تهريب المخدرات إلى الولايات المتحدة، وخاصة الكوكايين.
في الثمانينيات أيضا، ازداد تورط نورييغا في تهريب المخدرات. أشار الصحفيين بأن نورييغا تلقى في كثير من الأحيان مبالغ ضخمة، تصل أحيانًا إلى 100 ألف دولار لكل شحنة، في مقابل حصول المهربين على حصانة من المقاضاة. ذكر تقرير لوكالة المخابرات الأمريكية أن نورييغا سيطر بشكل مطلق على الأنشطة المتعلقة بالمخدرات وغسيل الأموال من خلال مجموعة من الضباط المقربين له داخل الجيش. في 12 يونيو 1986، نشر الصحفي الاستقصائي سيمور هيرش مقالًا في صحيفة نيويورك تايمز يشرح فيه تورط نورييغا في تهريب المخدرات وغسيل الأموال. أضاف هيرش بإن الحد من أنشطة نورييغا يمكن أن يقلل بشكل كبير من الاتجار الدولي بالمخدرات.
بالإضافة إلى تهريب المخدرات، أصبح شركاء نورييغا مثل فلويد كارلتون وسيزار رودريغيز متورطين في نهاية المطاف في غسيل الأموال: تم جلب مبالغ كبيرة من عائدات المخدرات من ميامي وأماكن أخرى إلى بنما لغسلها، وتلقى نورييغا مبالغًا ليغض الطرف عن هذه الحالات أيضًا. بدأ الأمريكي ستيفن كاليش أيضًا نشاطًا تجاريًا واسع النطاق لبيع المخدرات وغسل الأموال وبيع الأجهزة للجيش البنمي بأرباح كبيرة بمساعدة نورييغا.
يكتب دينجز أنه في وقت انتخابات 1984، كان كاليش يستعد لشحن حمولة من الماريجوانا بقيمة 1.4 مليون دولار أمريكي عبر بنما، والتي وافق نورييغا على تقديم طوابع جمركية بنمية زائفة لمساعدته على تجنب التدقيق في الولايات المتحدة؛ كان من المقرر أن يدفع لنورييغا مليون دولار مقابل مساعدته. ومع ذلك، بدءًا من عام 1984، بدا نورييغا بالتقليل من حجم عملياته، بل وأمر بمداهمة مصانع الكوكايين داخل بنما، وهي مداهمة أكدها بعد ذلك كدليل على تعاونه مع الولايات المتحدة في كفاحهم ضد المخدرات. كما أمر بقمع كارتيل كولومبيا لغسل الأموال. تم ترميز صورة نورييغا الجديدة بدعوته كمتحدث في عام 1985 لجامعة هارفارد، لعقد مؤتمر حول دور الجيش في حروب أمريكا الوسطى، وهو خطاب نال الكثير من الاهتمام في الصحافة الموالية للحكومة في بنما.
بدأ نورييغا في توريد الأسلحة إلى حركة (ام – 19) المتمردة في كولومبيا في عام 1981. في إحدى المرات، وزود مجموعة صغيرة من مقاتلي (ام – 19) بالسلاح، وهي مجموعة سافرت إلى بنما من كوبا، قبل أن يغيروا على الساحل الغربي لكولومبيا. وفقًا لبعض التقارير، طلب متمردي حركة (ام – 19) أيضًا من نورييغا التوسط في مفاوضاتهم مع عصابات المخدرات الكولومبية في فبراير 1982. ذكر كتاب صدر في عام 1990 أن إدارة نورييغا باعت 5 آلاف جواز سفر بنمي للحكومة الكوبية لاستخدامها من قبل ضباط المخابرات الكوبيين. انخفض تدخل نورييغا المباشر في نقل الأسلحة والمخدرات في أوائل الثمانينيات. بدلاً من ذلك، استثمر في الأعمال القانونية، واستخدمها كغطاء لعمليات غسيل الأموال، والتي كان معظمها مرتبطًا بتجارة المخدرات. يعتقد جهاز المخابرات الأمريكي أن نورييغا قد جمع ثروة شخصية في البنوك الأوروبية نتيجة لأنشطته غير القانونية، وكذلك امتلاك منزلين في بنما وواحد في فرنسا.

### تدخل وكالة المخابرات المركزية ودعم الولايات المتحدة
عمل نورييغا كنقطة دعم الولايات المتحدة لمتمردي كونترا في نيكاراغوا لسنوات عديدة، بما في ذلك نقل الأموال والسلاح. وسمح لوكالة المخابرات المركزية بإنشاء مكاتب لها في بنما، وساعد أيضًا الحكومة السلفادورية المدعومة من الولايات المتحدة ضد الثوار السلفادوريين اليساريين. استخدمت سفن التجسس الأمريكية قواعد في بنما في عملياتها ضد حكومة نيكاراغوا، وتم معالجة معظم المعلومات الاستخبارية التي جمعتها هذه السفن في القواعد الأمريكية في بنما. سمحت نورييغا بهذه الأنشطة على الرغم من معاهدات قناة بنما التي تقيد استخدام القواعد الأمريكية لحماية القناة.
التقى نائب الرئيس الأمريكي آنذاك جورج بوش الأب مرة أخرى مع نورييغا في ديسمبر 1983 لمناقشة دعم حركة الكونترا. كان لدى نورييغا علاقة عمل مع المُقدم أوليفر نورث من وكالة المخابرات بحلول عام 1985. عرض نورييغا مساعدة نورث في اغتيال قادة الساندينيستا مقابل أن يساعد نورث نورييغا في تحسين صورته لدى الحكومة الأمريكية.
في يونيو 1985 التقى نورث مع نورييغا في بنما ووافق نورييغا على تدريب الثوار في بنما لغزو نيكاراغوا في عام 1986. أفيد أن نورييغا لعب دورًا في قضية إيران-كونترا في منتصف الثمانينيات، حيث تم تهريب عائدات مبيعات الأسلحة لدعم الكونترا. في محاكمة نورييغا في 1991-1992، ذُكر بأن الحكومة الأمريكية دفعت 322 ألف دولار لنورييغا. اختلف الصحفيون والمؤرخون على صحة الرقم: بأنه كان 110 آلاف دولار سنويًا، بينما افترض آخرون بأنه كان 200 ألف دولار سنويًا. كانت الميزانية المقدمة إلى نورييغا لأنشطته الاستخباراتية بلغ مجموعها 200 ألف دولار كل عام. وشملت 76 ألف دولار على أنها "هدايا وحوافز" من وكالة المخابرات المركزية. مع ذلك، يصف مدير وكالة المخابرات المركزية ويليام وبستر نورييغا بأنه حليف في حرب حكومة الولايات المتحدة على المخدرات. صرح المسؤولون في إدارة ريغان أنه تم تجاهل أنشطة نورييغا المتعلقة بالمخدرات لأنه كان حليفاً مهمًا للولايات المتحدة في نزاعات أمريكا الوسطى. كانت الولايات المتحدة قلقة أيضًا من أن أي خليفة لنورييغا لن يسمح بأي وجود للجيش الأمريكي داخل بنما. وخلصت لجنة فرعية تابعة لمجلس الشيوخ الأمريكي عام 1988 حول الإرهاب والمخدرات والعمليات الدولية إلى أن "ملحمة الجنرال نورييغا تمثل واحدة من أخطر إخفاقات السياسة الخارجية للولايات المتحدة. طوال السبعينيات والثمانينيات، تمكن نورييغا من التلاعب بالولايات المتحدة. من الواضح أن كل وكالة حكومية أمريكية كانت لها علاقة مع نورييغا قامت بغض الطرف عن فساده وتجارته للمخدرات، حتى عندما كان يظهر كلاعب رئيسي نيابة عن كارتيل ميديلين (وهو الكارتيل الذي كان يديره امبراطور المخدرات سيء السمعة بابلو اسكوبار).
واحدة من المؤسسات المالية الكبيرة التي تمكن من استخدامها لغسل الأموال كانت بنك الائتمان والتجارة الدولية. في الانتخابات الرئاسية الأمريكية عام 1988، سلط المرشح الديمقراطي مايكل دوكاكيس الضوء على هذا التاريخ في حملة تهاجم خصمه، نائب الرئيس (ومدير وكالة المخابرات المركزية السابق) جورج دبليو بوش الأب، لعلاقته الوثيقة مع «زعيم المخدرات البنمي نورييغا».

### جريمة قتل هوغو سبادافورا وما بعدها
كان هوغو سبادافورا طبيبًا وناشطًا سياسيًا اختلف لأول مرة مع نورييغا عندما كانا عضوين في حكومة توريخوس. على الرغم من كونه حليفًا لتوريخوس، فقد كان هو ونورييغا أعداء لفترة طويلة. على الرغم من عدم كونه عضوًا في المعارضة، فقد أصبح ناقدًا صريحًا لنورييغا بعد عودته إلى بنما من غواتيمالا في عام 1981. جمع سبادافورا أدلة على الفساد داخل الحكومة باستخدام منصبه كحليف لتوريخوس لاستجواب حلفاء نورييغا، بما في ذلك رودريغيز وكارلتون. وشمل ذلك محادثة مطولة مع كارلتون في منتصف عام 1985 بعد أن انهارت عملياته المتعلقة بالمخدرات بسبب النزاعات حول شحنة مفقودة، وكان قد حصل على دعاية سلبية في الصحافة البنمية. في سبتمبر 1985 اتهم نورييغا بصلاته بالاتجار بالمخدرات وأعلن عن نيته العودة إلى بنما لمعارضته. هددت تهم تهريب المخدرات دعم نورييغا بين دائرته الانتخابية من أفراد الطبقة الوسطى الذين استفادوا في ظل حكومته وحكومة توريخوس. وفقا للكتاب ريتشارد كوستر وجويليرمو سانشيز، عاد سبادافورا إلى بنما في حافلة من كوستاريكا. بعد عبور الحدود، رأى بعض الشهود سبادافورا يتم انزاله من الحافلة بواسطة الجنود. وعُثر على جثته المقطوعة في وقت لاحق تظهر عليها علامات تعذيب وحشي ملفوفة في حقيبة بريدية تابعة لبريد الولايات المتحدة. يُعتقد على نطاق واسع بأن نورييغا مسؤول عن الامر بعملية القتل، ووفقًا لكوستر وسانشيز، كان لدى الولايات المتحدة معلومات استخباراتية تورط نورييغا. في يوم اعتقال سبادافورا، تنصتت وكالة الأمن القومي الأمريكية على محادثة هاتفية بين نورييغا والقائد العسكري في مقاطعة شيريكي حيث تم القبض على سبادافورا. خلال المحادثة، أخبر القائد العسكري نورييغا قائلا: "لدينا الكلب المسعور". ورد نورييغا "هل تعلم ماذا نفعل بالكلاب المسعورة؟، "في تلميح واضح بأن يقتل الرجل". لقد أدى مقتل سبادافورا إلى تدمير صورة نورييغا بشكل سيئ، داخل وخارج بنما على حد سواء، وكان من بين الأسباب التي دفعت الولايات المتحدة إلى اعتبار نورييغا عائقًا بدلًا من ان يكون مساعدًا، على الرغم من دعمه المستمر للتدخلات الأمريكية في مكان آخر.
أعلن بارليتا عن نيته تعيين لجنة مستقلة للتحقيق في جريمة القتل أثناء زيارته لمدينة نيويورك في وقت لاحق في سبتمبر. عند عودته إلى بنما، اضطر إلى الاستقالة بعد مواجهة مع نورييغا. تم استبداله بنائبه إريك أرتورو ديلفال. كان بارليتا يحظى بتقدير كبير في إدارة ريغان، وأدت إزالته إلى تدهور العلاقات بين الولايات المتحدة ونورييغا. شمل رد الولايات المتحدة على تقليل المساعدة الاقتصادية والضغط على بنما لإصلاح القوانين المصرفية، وقمع تجار المخدرات، والتحقيق في مقتل سبادافورا، وتقليل دور الحزب الثوري الديموقراطي في الحكومة. بينما كان نورييغا خارج البلاد، فكر دياز هيريرا في استخدام الضجة حول سبادافورا للاستيلاء على السلطة، ولكن على الرغم من تعبئة بعض القوات، قرر في النهاية عدم متابعة الانقلاب، مدركًا أنه لا يمكنه الاعتماد على الدعم الكافي. علاوة على ذلك، أبرم نورييغا صفقة مع نائبه، مفادها أنه سيتنحى عن منصبه كقائد عسكري في عام 1987 ويسمح لـ دياز هيريرا بخلافته. ومع ذلك، في عام 1987، تراجع نورييغا عن هذا الاتفاق، وأعلن أنه سيترأس الجيش للسنوات الخمس القادمة، وكلف هيريرا بمنصب دبلوماسي. رد دياز هيريرا بإصدار تصريحات علنية تتهم نورييغا بتزوير انتخابات 1984، وقتل سبادافورا، والاتجار بالمخدرات، وكذلك اغتيال توريخوس بقنبلة على طائرته. أثارت هذه التصريحات احتجاجات ضخمة ضد نورييغا، في مسيرات كانت تضم 100 ألف شخص، ما يقرب من 25 ٪ من سكان مدينة بنما، ساروا احتجاجًا في 26 يونيو 1987. واتهم نورييغا هيريرا بالخيانة، وقمع المتظاهرين بشدة. أصدر مجلس الشيوخ الأمريكي قرارًا يطلب من نورييغا التنحي حتى يمكن محاكمة هيريرا؛ رداً على ذلك، أرسل نورييغا العاملين في الحكومة للاحتجاج خارج السفارة الأمريكية، وهو احتجاج تحول بسرعة إلى أعمال شغب. ونتيجة لذلك، أوقفت الولايات المتحدة جميع المساعدات العسكرية لبنما، وتوقفت وكالة المخابرات المركزية عن دفع المكافآت لنورييغا. كان لقرار مجلس الشيوخ تأثير تحديد الولايات المتحدة مع محاولة إزالة نورييغا. استغل نورييغا المشاعر المعادية لأميركا المتزايدة لتعزيز موقفه.
بدون دعم الولايات المتحدة، تخلفت بنما عن سداد ديونها الدولية، وفي ذلك العام تقلص اقتصاد البلاد بنسبة 20 ٪. ومع ذلك، على الرغم من أن الولايات المتحدة لم تعترف بالرئيس الجديد، قررت وزارة الخارجية عدم القيام بذلك، لأن هذا من شأنه أن يقطع العلاقات مع نورييغا.

### انتخابات عام 1989
تدهورت علاقة نورييغا مع الولايات المتحدة أكثر خلال أواخر الثمانينيات، خاصة بعد أن بدأت الولايات المتحدة تشك في أن نورييغا كان يقدم دعمه لأجهزة المخابرات الأخرى وعصابات تهريب المخدرات. كتب هيرش في عام 1986 أن مسؤولي المخابرات الأمريكية يشتبهون في أن نورييغا كان يبيع معلومات استخباراتية للحكومة الكوبية ورئيسها فيدل كاسترو. حصل تقريره على اهتمام واسع النطاق. نشر بوب وودوارد قصة عن نورييغا في صحيفة واشنطن بوست بعد ذلك بوقت قصير، ودخل في تفاصيل أكبر حول اتصالات نورييغا الاستخباراتية. تأكدت سمعة وودوارد وهيرش من أن القصص تم أخذها على محمل الجد. كما أبلغ سبادافورا إدارة مكافحة المخدرات الأمريكية ببعض النتائج التي توصل إليها حول تورط نورييغا في عمليات تهريب المخدرات. واصلت وكالات متعددة التحقيق في أمر نورييغا في الولايات المتحدة على الرغم من معارضة إدارة ريغان. في عام 1988، تم توجيه تهم ضد نورييغا في محكمة أمريكية بتهمة الاتجار بالمخدرات. اتهمته لائحة الاتهام "بتحويل بنما إلى منصة شحن للكوكايين في أمريكا الجنوبية كانت متجهة للولايات المتحدة، والسماح بغسل أموال تجارة المخدرات في البنوك البنمية. وبعد ذلك بوقت قصير قام عقيد بالجيش وقليل من الجنود بمحاولة الإطاحة بنورييغا؛ تم سحق جهودهم سيئة التخطيط في غضون يوم واحد.
وشابت الانتخابات الرئاسية في مايو 1989 عمليات احتيال وعنف. قامت كولينا، وهي تحالف مؤيد للجيش بقيادة الحزب الثوري الديموقراطي، بتعيين كارلوس دوكي، الشريك التجاري السابق لنورييغا كمرشح لها. بينما رشحت المعارضة غييرمو إندارا، عضو حزب باناميستا في أرياس، واثنين من المعارضين البارزين الآخرين، ريكاردو أرياس كالديرون وجويليرمو فورد، كمرشحين لمنصب نائب الرئيس. تحسبًا لعمليات التزوير، قامت المعارضة بتتبع الأصوات في الدوائر المحلية في يوم الانتخابات (تم إجراء عمليات الاقتراع في الأماكن العامة). كما أوضح استطلاع أن قائمة المعارضة كانت تفوز بهامش كبير، وسرعان ما ظهرت تقارير عن فقدان أوراق العد وضبط صناديق الاقتراع بواسطة الجهات الأمنية. بعد ظهر اليوم التالي للانتخابات، أعلن مؤتمر الأساقفة الكاثوليك أن إحصاء سريع لعدد الناخبين في مراكز الاقتراع أظهر فوز المعارضة بنسبة 3 إلى 1. الأرقام الرسمية في اليوم التالي، مع ذلك، فاز دوكي بهامش 2-1. وبدلاً من نشر النتائج، أبطل نورييغا الانتخابات، مدعيا أن «التدخل الأجنبي» قد تلاعب بالنتائج. أدان الرئيس الأمريكي السابق جيمي كارتر، الموجود في بنما كمراقب، نورييغا، قائلاً إن الانتخابات قد «تم تزويرها»، وكذلك الأسقف ماركوس جي ماكغراث. كان قد خطط في البداية لإعلان دوكي الفائز بغض النظر عن النتيجة الفعلية. ومع ذلك، عرف دوكي أنه هُزم بشدة ورفض المضي قدمًا. في اليوم التالي، قام إندارا وأرياس كالديرون وفورد بالمرور عبر الجزء القديم من العاصمة في موكب منتصر، ليتم اعتراضه فقط من قبل إحدى كتائب نورييغا شبه العسكرية. تم حماية أرياس كالديرون من قبل اثنين من القوات، لكن إندارا وفورد تعرضوا للضرب المبرح. تم بث صور لفورد وهو يهرب من المعتدين مع قميصه المغطى بالدم حول العالم. عندما انتهت الفترة الرئاسية 1984-1989، عين نورييغا مساعدًا قديمًا، فرانسيسكو رودريغيز، رئيسًا بالإنابة. اعترفت الولايات المتحدة بـ إندارا كرئيس جديد. أدى قرار نورييغا بإبطال نتائج الانتخابات إلى محاولة انقلاب أخرى ضده في أكتوبر 1989. ولكن تم سحق التمرد بسهولة من قبل أعضاء قوات الدفاع الموالية لنورييغا. بعد هذه المحاولة، أعلن عن نفسه كـ «قائدًا أعلى» للبلاد. تم القبض على المتمردين ونقلهم إلى قاعدة عسكرية خارج مدينة بنما، حيث تم تعذيبهم وإعدامهم.

## الغزو الأمريكي لبنما

### البدايات
في مارس 1988، دخلت الحكومة الأمريكية في مفاوضات مع نورييغا سعياً إلى استقالته. بعد محادثات مطولة وغير حاسمة، انهارت المفاوضات بعد بضعة أشهر. وفقا لتقارير، لم يكن لدى نورييغا أي نية للاستقالة. في 15 ديسمبر 1989، تحدثت الهيئة التشريعية التي يسيطر عليها الحزب الثوري الديموقراطي عن «حالة حرب» بين الولايات المتحدة وبنما. كما أعلنت نورييغا «الرئيس التنفيذي» للحكومة، لإضفاء الطابع الرسمي على الوضع القائم منذ ست سنوات. ذكرت الحكومة الأمريكية أن قوات نورييغا كانت تنخرط في مضايقة روتينية للقوات والمدنيين الأمريكيين. وقعت ثلاث حوادث على وجه الخصوص بالقرب من وقت الغزو، وذكرها بوش كسبب للغزو. في حادثة 16 ديسمبر، تم إيقاف أربعة أفراد أمريكيين عند حاجز طريق خارج مقر قوات الدفاع الشعبي في حي إل تشوريلو بمدينة بنما سيتي. وقالت وزارة الدفاع الأمريكية إن الجنود كانوا يسافرون بدون سلاح في سيارة خاصة، وأنهم حاولوا الفرار من مكان الحادث فقط بعد أن حاصرت سيارتهم حشد من المدنيين وقوات الدفاع الشعبي. وقتل روبرت باز من مشاة البحرية الأمريكية بالرصاص في الحادث. كما تم اعتقال ومضايقة زوجين أمريكيين شهدوا الحادث من قبل قوات الدفاع الشعبي البنمية.

### الغزو
بدأت الولايات المتحدة غزوها لبنما في 20 ديسمبر 1989. على الرغم من أن قتل جندي البحرية كان السبب الظاهري للغزو، فقد تم التخطيط للعملية لعدة أشهر قبل وفاته. كانت هذه الخطوة أكبر عمل عسكري من قبل الولايات المتحدة منذ حرب فيتنام، وشملت أكثر من 27 ألف جندي، بالإضافة إلى 300 طائرة. قررت إدارة بوش استخدام عدد أقل من القوات، لكنه قرر ضدها. استهدفت القوات الأمريكية مركبات نورييغا الشخصية الخاصة. تم تدمير العديد من الأحياء الفقيرة في وسط مدينة بنما في حملة القصف الأمريكية. في اليوم التالي للغزو، تراجع نائب نورييغا العقيد لويس ديل سيد مع بعض الجنود إلى الجبال خارج ديفيد سيتي، بعد زرع الألغام في المطار. على الرغم من أن هذا كان جزءًا من خطة طوارئ للغزو، قرر ديل سيد بسرعة أن الجيش البنمي لم يكن في وضع يسمح له بخوض حرب عصابات ضد الولايات المتحدة، وتفاوض على الاستسلام.
وكان عدد الجنود الأمريكيين الذين قتلوا في العملية ما بين 23 و60، وأصيب 300 جندي. كانت الخسائر بين القوات البنمية أعلى بكثير؛ بين 300 و845.
قُتل عدد كبير من المدنيين في الغزو: الرقم الدقيق هو موضوع نقاش. أفادت الحكومة الأمريكية عن مقتل ما بين 202 و250 مدنياً. وقدرت منظمة مراقبة الأمريكتين مقتل 300 مدني. وقدرت الأمم المتحدة مقتل 500 مدني، بينما قدر المدعي العام السابق للولايات المتحدة رمزي كلارك مقتل 3 آلاف مدني. في 29 ديسمبر، في جلسة لهيئة لأمم المتحدة، صوت 75 عضوًا مقابل 20 وامتناع 40 عضوا عن التصويت، لإدانة الغزو باعتباره «انتهاكا صارخا للقانون الدولي». وأعقب الغزو نهب واسع النطاق، حيث وقفت الشرطة البنمية؛ ذكرت كيمبي أن اللصوص تسببوا في أضرار بقيمة نصف مليار دولار أمريكي، والتي ساعدت الحكومة الأمريكية لاحقًا في إصلاحها. بشكل عام، سيؤدي الغزو إلى خسائر في الممتلكات تبلغ 1.5 مليار دولار أمريكي. وفقًا لاستطلاع أجرته شبكة سي بي إس، دعم 92 ٪ من البنميين الغزو الأمريكي، وتمنى 76 ٪ أن القوات الأمريكية قد غزت في أكتوبر خلال الانقلاب. عارضت الناشطة باربرا ترينت هذه النتيجة، قائلة في فيلم وثائقي حاز على جائزة الأوسكار عام 1992 خداع بنما أن المسوحات البنمية تم الانتهاء منها في الأحياء الغنية الناطقة باللغة الإنجليزية في بنما سيتي، بين البنميين على الأرجح لدعم الإجراءات الأمريكية. وصفت هيومن رايتس ووتش رد فعل السكان المدنيين على الغزو بأنه «متعاطف بشكل عام».

### القبض على نورييغا
تلقى نورييغا عدة تحذيرات بشأن الغزو من أفراد داخل حكومته. على الرغم من أنه لم يصدقهم في البداية، إلا أنهم ازدادوا بشكل متكرر مع اقتراب الغزو، مما أدى في النهاية إلى إقناع نورييغا بالفرار. استخدم نورييغا عددًا من الحيل، بما في ذلك استخدام شبيه له، لكي يحير القوات الأمريكية عن مكان وجوده. وبحسب ما ورد، لجأ نورييغا خلال رحلته مع العديد من السياسيين الداعمين، بما في ذلك بالينا هيريرا، عمدة سان ميجوليتو.
قضى اليومين الأخيرين من رحلته جزئيًا مع حليفه خورخي كروبنيك. ذكر كيمبي أن نورييغا فكر في البحث عن ملجأ في السفارتين الكوبية أو النيكاراغوية، لكن كلا السفارتين محاطتين بالقوات الأمريكية. في اليوم الخامس من الغزو، احتل نورييغا وأربعة آخرين سفارة الفاتيكان في بنما. بعد أن هدد بالفرار إلى الريف وقيادة حرب العصابات إذا لم يتم قبول طلب لجوئه، قام بدلاً من ذلك بتسليم غالبية أسلحته، وطلب ملاذاً من رئيس الأساقفة خوسيه سيباستيان لابوا.
تم رفض طلبه، أقام جنود أمريكيون من قوة دلتا محيطًا حول السفارة. تم إحضار متخصصين في الحرب النفسية لمحاولة إجباره على الخروج، واستخدموا لذلك موسيقى الروك الصاخبة، وتحويل مكان قريب إلى مهبط لطائرات الهليكوبتر. بعد عشرة أيام، استسلم نورييغا في 3 يناير 1990. تم اعتقاله كأسير حرب، ثم تم نقله إلى الولايات المتحدة.

## المحاكمة والسجن

### في الولايات المتحدة الأمريكية
بعد إلقاء القبض عليه، تم نقل نورييغا إلى زنزانة في محكمة ميامي الفيدرالية، حيث تمت محاكمته على التهم العشرة التي أعادتها هيئة المحلفين الكبرى في ميامي قبل عامين. تم تأجيل بدء المحاكمة حتى سبتمبر 1991 بسبب المناورات القانونية المعقدة حول ما إذا كان يمكن محاكمة نورييغا بعد احتجازه كسجين حرب، ومقبولية الأدلة والشهود، وكيفية الدفاع القانوني عن نورييغا. انتهت المحاكمة في أبريل 1992، عندما أدين نورييغا في ثمانية من عشر تهم بتهريب المخدرات، والابتزاز، وغسل الأموال.
في الإجراءات السابقة للمحاكمة، اشترطت الحكومة أن نورييغا تلقى 322 ألف دولار من الجيش الأمريكي ووكالة المخابرات المركزية. أصر نورييغا على أنه تم دفع ما يقارب 10 ملايين دولار، وأنه يجب السماح له بالإدلاء بشهادته حول العمل الذي قام به للحكومة الأمريكية. رأت محكمة المقاطعة أن المعلومات حول العمليات التي لعب فيها نورييغا دورًا يُفترض أنه مقابل دفع أموال من الولايات المتحدة لم تكن ذات صلة بدفاعه. وقضت بأن «ميل مثل هذه الأدلة إلى الخلط بين القضايا أمام هيئة المحلفين يفوق بشكل كبير أي قيمة تجريبية قد تكون لها». أحد الشهود في المحاكمة كان فلويد كارلتون، الذي نقل في السابق شحنات المخدرات لنورييغا.

#### السجن
قبل تلقي مهمته الدائمة في السجن، تم وضع نورييغا في مركز الاحتجاز الفيدرالي، ميامي، مرفق. أقام نورييغا في المعهد الإصلاحي الفيدرالي، ميامي، في منطقة غير مدمجة في مقاطعة ديد، فلوريدا. بموجب المادة 85 من اتفاقية جنيف الثالثة، اعتبر نورييغا أسير حرب، على الرغم من إدانته بالأفعال التي ارتكبتها قبل «القبض عليه» (الولايات المتحدة). هذا الوضع يعني أن لديه زنزانته في السجن، ومجهزة بالإلكترونيات ومعدات التمارين. كانت زنزانته تُلقب بـ «الجناح الرئاسي».
بينما لا يزال في السجن. تم تخفيض عقوبة سجن نورييغا من 30 عامًا إلى 17 عامًا بسبب حسن السلوك. بعد قضاء 17 سنة في الاعتقال والسجن، انتهت عقوبته في 9 سبتمبر 2007.

### في فرنسا
طلبت الحكومة الفرنسية تسليم نورييغا بعد إدانته بغسيل الأموال في عام 1999. وادعى الفرنسيون أن نورييغا غسل 3 ملايين دولار من عائدات المخدرات بشراء شقق فاخرة في باريس. أُدين نورييغا غيابياً، لكن القانون الفرنسي يتطلب محاكمة جديدة بعد إلقاء القبض على الشخص المحكوم عليه غيابياً. واجه ما يصل إلى 10 سنوات في السجن الفرنسي إذا أدين.
في أغسطس 2007، وافق قاضي فيدرالي أمريكي على طلب الحكومة الفرنسية تسليم نورييغا إلى فرنسا بعد إطلاق سراحه. استأنف نورييغا تسليمه لأنه ادعى أن فرنسا لن تحترم وضعه القانوني كأسير حرب. في عام 1999، سعت الحكومة البنمية لتسلم نورييغا لمواجهة تهم القتل في بنما لأنه أدين غيابيا في عام 1995 وحكم عليه بالسجن 20 عاما.
في 20 فبراير 2010، قدم محامو نورييغا عريضة إلى المحكمة العليا للولايات المتحدة لمنع تسليمه إلى فرنسا، بعد أن رفضت المحكمة الاستماع إلى استئنافه في الشهر السابق. كان محامي نورييغا يأملون في أن يقنع الرأي المخالف في هذا الحكم، الذي كتبه القاضيان كلارنس توماس أنطوان سكاليا، المحكمة الكاملة للنظر في قضيته، ولكن في 22 مارس 2010، رفضت المحكمة العليا الاستماع إلى الالتماس. بعد يومين من الرفض، رفعت المحكمة الجزئية للمنطقة الجنوبية لفلوريدا في ميامي الوقف الذي كان يعوق تسليم نورييغا. في وقت لاحق من ذلك الشهر، صرح محامي نورييغا أنه سيسافر إلى فرنسا ويحاول ترتيب صفقة مع الحكومة الفرنسية.
تم تسليم نورييغا إلى فرنسا في 26 أبريل 2010. وادعى محامو نورييغا أن سجن لا سانتي، الذي كان محتجزًا فيه، غير صالح لرجل في عمره ورتبته. رفضت الحكومة الفرنسية منحه وضع أسير حرب، وهو ما حصل عليه في الولايات المتحدة. في 7 يوليو 2010، أدانت محكمة باريس نورييغا وحكمت عليه بالسجن سبع سنوات. سعى المدعي العام في القضية إلى السجن لمدة عشر سنوات. بالإضافة إلى ذلك، أمرت المحكمة بمصادرة 2.3 مليون يورو (حوالي 3.6 مليون دولار أمريكي) تم تجميدها منذ فترة طويلة في حسابات نورييغا المصرفية الفرنسية.

## المرض والوفاة
طلبت بنما من فرنسا تسليم نورييغا حتى يواجه المحاكمة بتهمة انتهاكات حقوق الإنسان في بنما. كانت الحكومة الفرنسية قد ذكرت من قبل أن التسليم لن يحدث قبل أن تبدأ القضية في فرنسا مجراها. في 23 سبتمبر 2011، أمرت الولايات المتحدة ومحكمة فرنسية بالإفراج المشروط عن نورييغا لتسليمه إلى بنما في 1 أكتوبر 2011. تم تسليم نورييغا إلى بنما في 11 ديسمبر 2011، وسُجن في سجن الريناسر لقضاء محكوميته على الجرائم التي ارتكبت خلال فترة حكمه.
في 5 فبراير 2012، تم نقل نورييغا إلى مستشفى سانتو توماس بسبب ارتفاع ضغط الدم ونزيف الدماغ. بقي في المستشفى لمدة أربعة أيام قبل إعادته إلى السجن. أُعلن في 21 مارس 2012، أنه تم تشخيص نورييغا بورم في الدماغ، والذي تم الكشف عنه لاحقًا بأنه حميد. في 23 يناير 2017، تم إطلاق سراحه من السجن ووضع تحت الإقامة الجبرية للتحضير لعملية جراحية لإزالة الورم. في 7 مارس 2017، عانى من نزيف في الدماغ أثناء الجراحة التي تركته في حالة حرجة في وحدة العناية المركزة في مستشفى سانتو توماس في بنما سيتي.
توفي نورييغا في 29 مايو 2017، عن عمر يناهز 83 عامًا. أعلن الرئيس البنمي خوان كارلوس فاريلا وفاة نورييغا على تويتر قبل منتصف الليل بقليل، وكتب «وفاة مانويل أ. نورييغا تغلق فصلاً في تاريخنا؛ بناته وأقاربه يستحقون أن يقوموا بدفنه بسلام». كانت زوجته وبناته الثلاث على قيد الحياة وقت وفاته.

## روابط خارجية
- (فيديو): وثائقي باللغة العربية عن حياة «مانويل نورييغا».
- مانويل نورييغا على موقع IMDb (الإنجليزية)
- مانويل نورييغا على موقع الموسوعة البريطانية (الإنجليزية)
- مانويل نورييغا على موقع مونزينجر (الألمانية)
- مانويل نورييغا على موقع إن إن دي بي (الإنجليزية)